# Milheeze

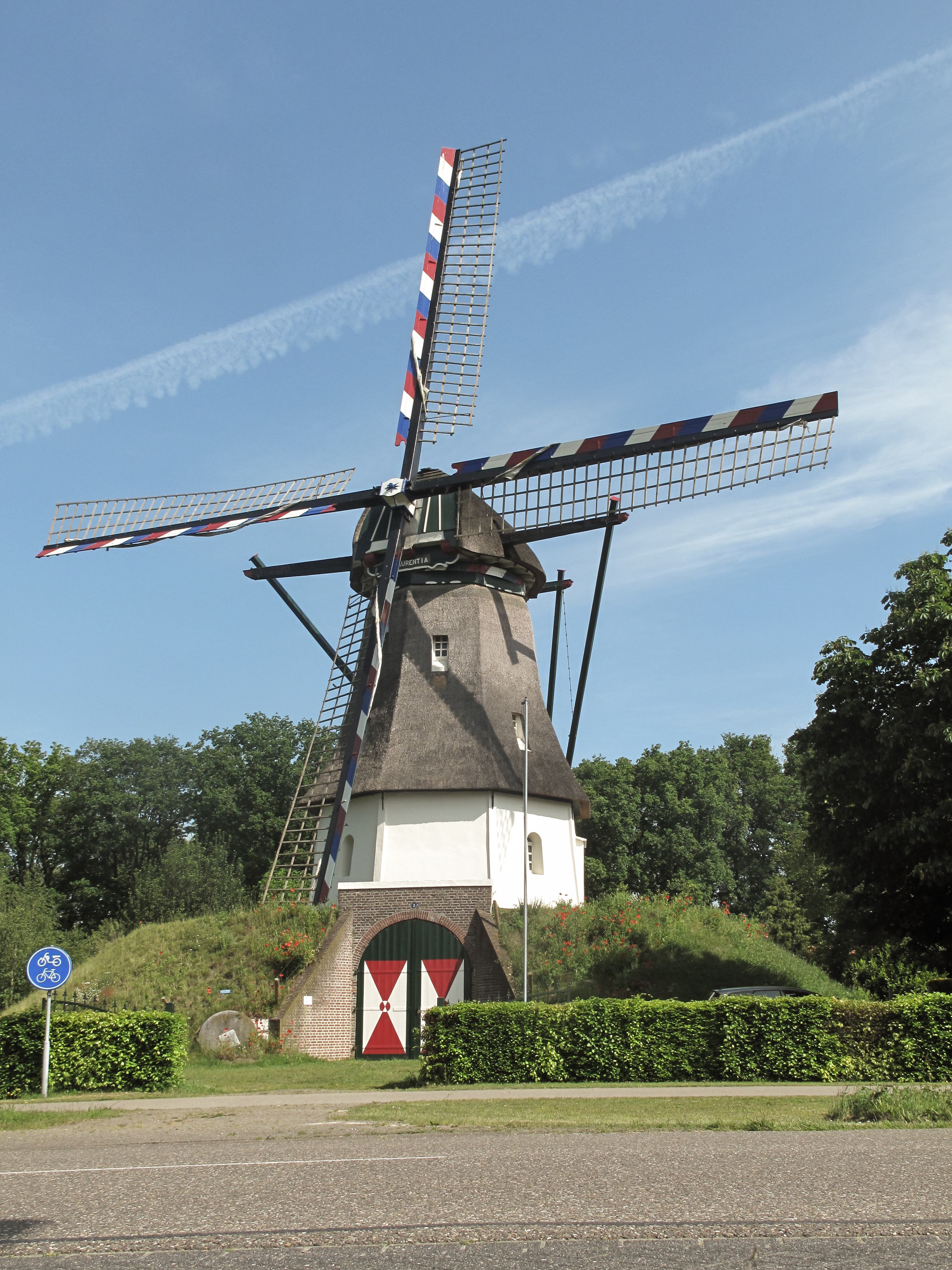
Milheeze, moulin : de Laurentiamolen

Milheeze est un village situé dans la commune néerlandaise de Gemert-Bakel, dans la province du Brabant-Septentrional. Le 1er janvier 2007, le village comptait 2 015 habitants.